# 2023年9月

## 9月1日
- 2023年新加坡总统选举举行，尚達曼以超過七成得票當選總統。[1][2]

## 9月4日
- 萬那杜國會選舉萨托·基尔曼第五度出任瓦努阿图总理，接替遭國會不信任動議罷免的伊什梅爾·卡爾薩考[3]。

## 9月5日
- 因陷入财政困难（英语：2021–present United Kingdom cost-of-living crisis），英国西米德兰郡伯明翰市政府（英语：Birmingham City Council）宣告破产[4]。

## 9月6日
- 香港終審法院就岑子杰訴律政司司長案作出終極上訴裁決，裁定香港政府應承認包括民事结合在內的同性伴侶關係。[5]

## 9月7日
- 由日本宇宙航空研究開發機構研发的智能月球探測器（SLIM）在鹿儿岛县種子島宇宙中心成功发射，将测试日本的月球软着陆技术。[6]
- 因颱風海葵殘餘雲帶影響，中國廣東省珠三角地區降下暴雨，香港一小時降雨量突破自1884年有史以來最高紀錄[7][8]。

## 9月8日
- 摩洛哥马拉喀什-萨菲大区发生里氏6.8级地震，造成632人死亡、300多人受伤[9]。

## 9月9日
- 二十国集团峰会在印度新德里開幕。[10]
- 第80屆威尼斯影展閉幕，電影《可憐的東西》獲得金獅獎。[11]

## 9月10日
- 2023年美国网球公开赛结束，和科科·高夫分别夺得男子单打和女子单打冠军。[12][13]

## 9月11日
- 地中海热带气旋丹尼尔在利比亚东北部引发洪水，造成2,500人死亡、7,000人失踪[14]。

## 9月12日
- 越南河內市青春郡姜亭坊姜下街一幢公寓樓發生火災，造成56人死亡、37人受傷[15]。
- 朝鲜劳动党总书记兼国务委员长金正恩与俄罗斯总统弗拉基米尔·普京在俄罗斯阿穆尔州东方航天发射场举行首脑会谈[16]。

## 9月15日
- 團結黨魁埃维卡·西利尼亚在其領導的政黨聯盟取得議會過半數信任後，宣誓就任拉脫維亞總理[17]。

## 9月19日
- 對納戈爾諾-卡拉巴赫地區亞美尼亞人建立的分離政權阿爾察赫發動攻擊[18][19]。

## 9月21日
- 因锡克教领袖哈迪普·辛格·尼贾尔遇害事件导致两国关系紧张，印度宣布停止向加拿大公民签发旅行签证[20]。

## 9月22日
- 臺灣屏東縣屏東市屏東科技產業園區明揚國際科技股份有限公司發生火災，造成10人死亡、107人受傷，其中死者為4名消防員、6名員工，傷者為10名消防員、1名義消、96名民眾[21]。
- 由烏克蘭發射的暴風影導彈突破俄羅斯防空系統，襲擊位於俄佔克里米亞塞瓦斯托波爾的黑海艦隊總部，導致俄軍亞歷山大·羅曼丘克上將重傷，奧列格·采科夫中將昏迷，而黑海艦隊司令維克托·索科洛夫上將生死未卜[22]。

## 9月23日
- 第19届亚洲运动会在中国浙江省杭州市滨江区杭州奥体中心体育场开幕[23]。

## 9月24日
- 红牛车队提前六站获得2023年世界一级方程式锦标赛年度车队总冠军[24]。
- 由美国航空航天局执行的OSIRIS-REx小行星采样探测任务向地球返回小行星101955样本[25]。
- 土耳其国家女子排球队夺得2023年女子排球世界杯冠军。[26]

## 9月25日
- 聯合國教科文組織世界遺產委員會將加拿大安蒂科斯蒂島、中國景邁山古茶林、法國方形神殿、盧安達尼温圭国家公园等42項列為世界遺產[27]。

## 9月26日
- 伊拉克尼尼微省哈姆达尼亚区（英语：Al-Hamdaniya District）卡拉克斯镇（英语：Qaraqosh）一场婚礼因在室内燃放烟火而发生火灾，造成114人死亡、200多人受伤[28][29]。

## 9月27日
- 美国编剧工会与影视制片人联盟达成临时协议，结束长达4个月的罢工行动[30]。

## 9月28日
- 未被国际普遍承认的国家阿尔察赫共和国总统萨姆韦尔·沙赫拉马尼扬签署命令，该国将于2024年1月1日停止存在[31]。
- 由中華民國自主研製的首艘潛艦海鯤號在高雄市小港區台船海昌廠區正式下水[32]。

## 9月29日
- 巴基斯坦俾路支省默斯东县默斯东镇（英语：Mastung, Pakistan）舉行圣纪节遊行期間發生自殺式爆炸襲擊，造成60人死亡、50至70人受傷[33]。

## 9月30日
- 穆罕默德·穆伊祖在2023年马尔代夫总统选举中当选[34]。
- 由斯洛伐克前总理罗伯特·菲佐率领的方向—社會民主黨在2023年斯洛伐克国民议会选举中取得胜利[35]。